# Sou Fujimoto
Sou Fujimoto (藤本 壮介, Fujimoto Sōsuke) (Hokkaido, 4 augustus 1971) is een Japans architect. 

## Projecten
- Final Wooden House, Kumamoto, augustus 2005
- N House, Oita, 2008[1]
- House before House, Utsunomiya, 2009[2]
- Tokyo Apartment, Tabashi-ku, Tokyo, 2006-10[3]
- House K, Nishinomiya, Hyogo, Japan, 2011-2013[4]
- Serpentine Gallery Pavilion, Londen, 2013[5]
- Fengxian Museum, 2019

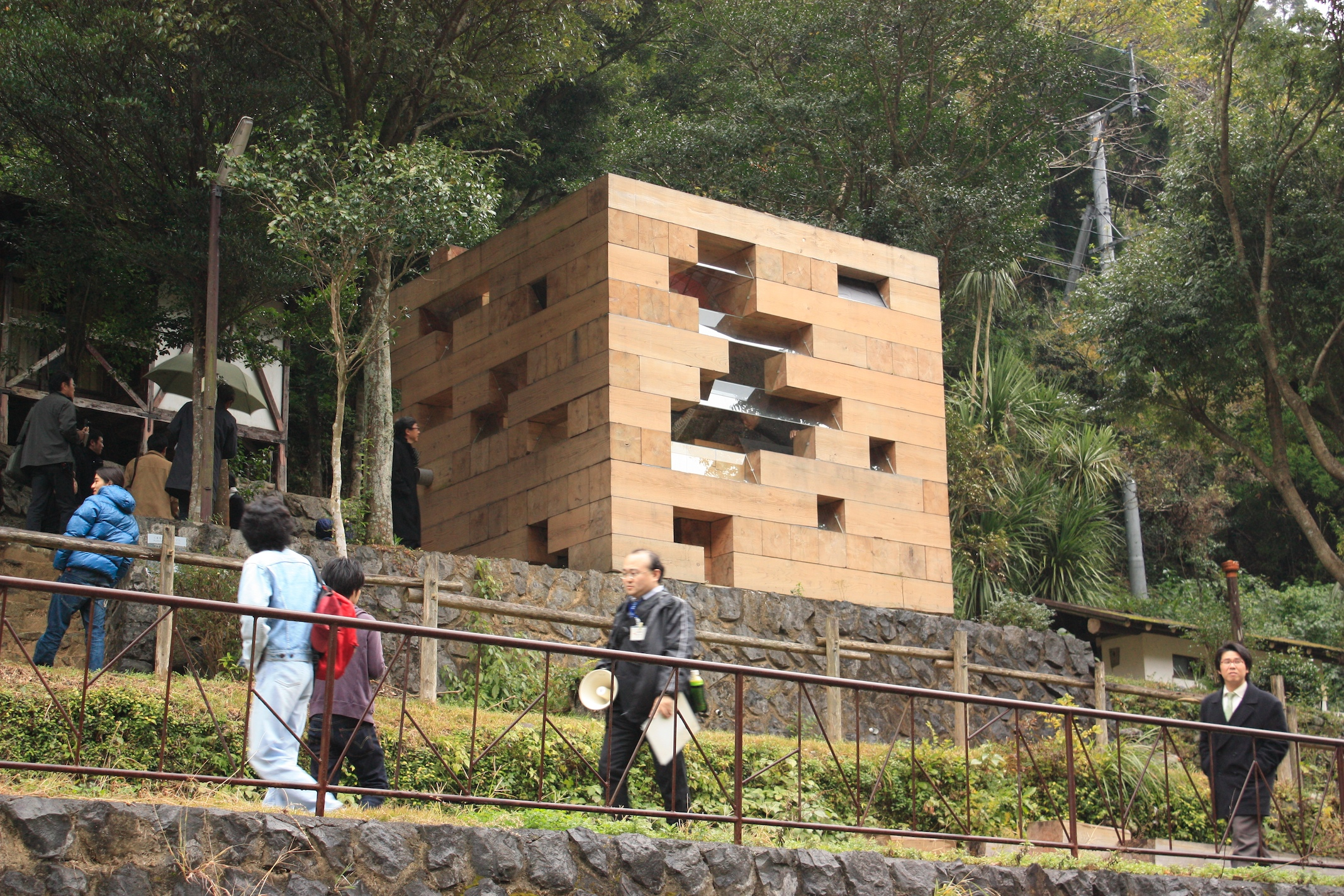
Final Wooden House
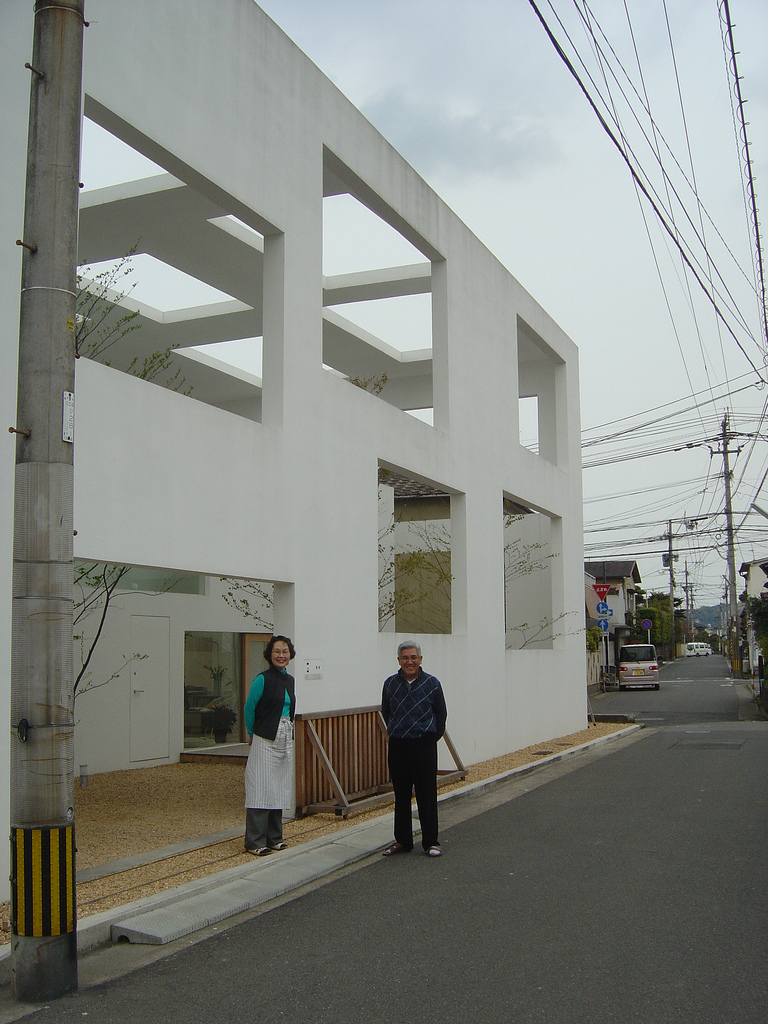
N House
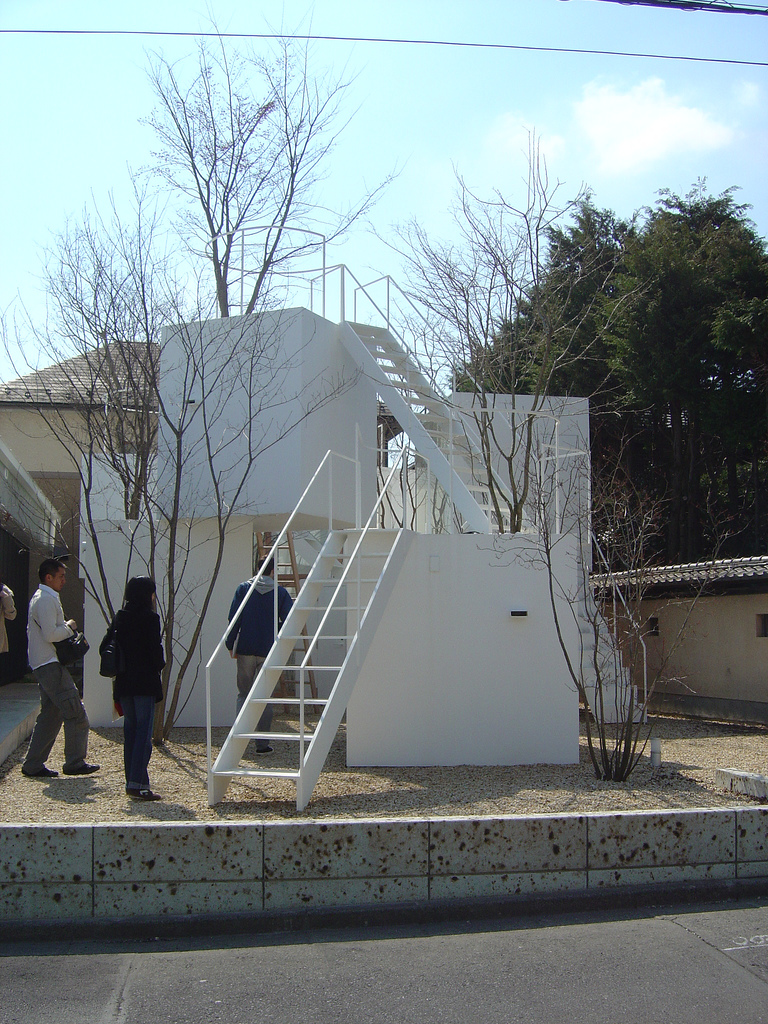
House before House, Utsunomiya
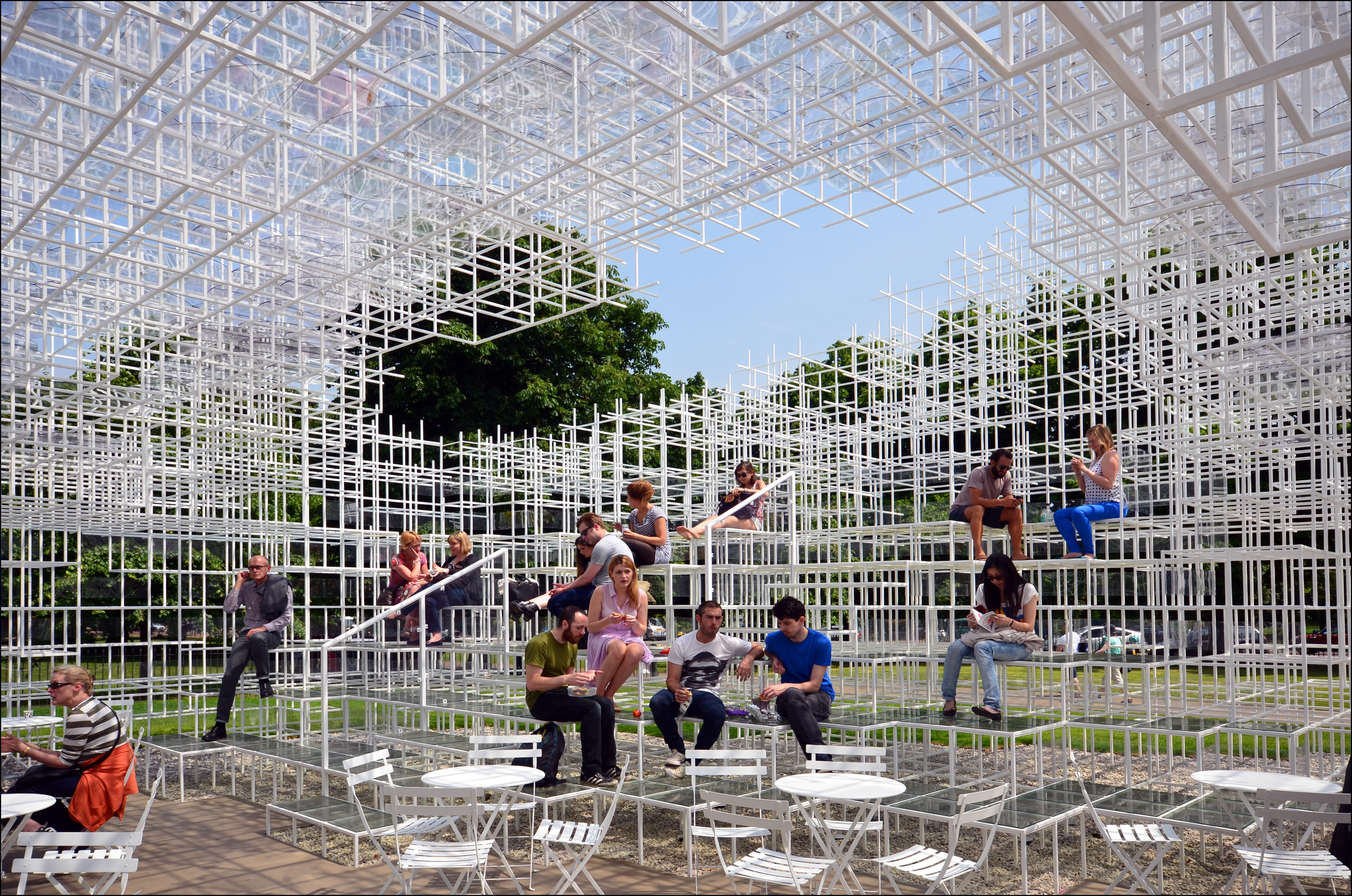
Serpentine Gallery Pavilion, Londen